# Phare de Prišnjak
Le phare de Prišnjak (en croate : Svjetionik Otočić Prišnjak) est un feu actif situé sur l'îlot Prišnjak proche de l'île Murter de la municipalité de Vir dans le Comitat de Šibenik-Knin en Croatie. Le phare est exploité par la société d'État Plovput .

## Histoire
Le phare a été construit en 1886 sur l'îlot qui se trouve au nord-ouest de l'île Murter.

## Description
Le phare  est une tour octogonale en pierre blanche de 15 m de haut, avec galerie et lanterne attachée à une maison de gardien d'un étage. La tour est en pierre blanche non peinte et la lanterne est blanche. Il émet, à une hauteur focale de 19 m, trois brefs éclats blancs et rouges, selon direction, de deux secondes toutes les 10 secondes. Sa portée est de 9 milles nautiques (environ 17 km) pour le feu principal et 7 milles nautiques (environ 13 km) pour le feu de veille.
Il possède un Système d'identification automatique pour la navigation maritime .
Identifiant : ARLHS : CRO-121 - Amirauté : E3202 - NGA : 13076 .

## Caractéristiques dufeu maritime
Fréquence : 10s (W-W-W)
- Lumière : 0.5 seconde
- Obscurité : 2 secondes
- Lumière : 0.5 seconde
- Obscurité : 4.5 secondes

|                  |
| Chenal de Pašman |

|          |
| Le phare |

|                  |
| Les îles croates |

### Lien connexe
- Liste des phares de Croatie